# Beauty and Rust
Beauty and Rust je koncertní album amerického hudebníka Lou Reeda, vydané v roce 1992. Album vzniklo při koncertě v Leysinu ve Švýcarsku.

## Seznam skladeb
| Pořadí | Název                   | Délka |
| ------ | ----------------------- | ----- |
| 1.     | Romeo and Juliet        |       |
| 2.     | The Sword of Damocles   |       |
| 3.     | Walk on the Wild Side   |       |
| 4.     | Warrior King            |       |
| 5.     | Rock & Roll             |       |
| 6.     | The Power and Glory     |       |
| 7.     | Magic and Loss          |       |
| 8.     | Nobody But You          |       |
| 9.     | Images                  |       |
| 10.    | Strawman                |       |
| 11.    | Dirty Blvd              |       |
| 12.    | I'm Waiting for the Man |       |
| 13.    | Vicious                 |       |